# デッド・フラワーズ
『デッド・フラワーズ』は、2020年に公開された日本映画。監督、脚本は島田角栄。

## 概要
主演は森田展義(吉本新喜劇)。

## キャスト
- 研二：森田展義
- ：片山誠子
- ：中田彩葉
- 甚八：松永天馬
- ：こいで
- ：お～い！久馬
- ：土肥ポン太
- ：哲夫
- キヨミ：町本絵里
- ：加藤明子
- ：森由月
- ：山名文和
- ：リカヤ・スプナー
- ：鳥居みゆき
- ：KenKen

## スタッフ
- 監督・脚本：島田角栄